# Magna Carta... Holy Grail
Magna Carta... Holy Grail – dwunasty album amerykańskiego rapera Jaya-Z. Ukazał się 8 lipca 2013 roku. Premiera albumu została zapowiedziana w reklamie firmy Samsung, mającej premierę podczas piątego meczu finałów ligi NBA. Od 4 lipca 2013 roku album był dostępny dla pierwszego miliona użytkowników smartfonów Samsung Galaxy S III, Samsung Galaxy Note II oraz Samsung Galaxy S4.

## Lista utworów
Opracowano na podstawie materiału źródłowego.
| Nr | Tytuł                     | Producenci                                            | Goście            | Czas | Uwagi                                                                                           |
| -- | ------------------------- | ----------------------------------------------------- | ----------------- | ---- | ----------------------------------------------------------------------------------------------- |
| 1  | "Holy Grail"              | The-Dream • Timbaland • Jerome "J-Roc" Harmon • No ID | Justin Timberlake | 5:38 | - The-Dream - dodatkowe wokale                                                                  |
| 2  | "Picasso Baby"            | Timbaland • Jerome "J-Roc" Harmon                     |                   | 4:05 | - The-Dream, Zofia Borucka Moreno - dodatkowe wokale                                            |
| 3  | "Tom Ford"                | Timbaland • Jerome "J-Roc" Harmon                     |                   | 3:09 | - Beyoncé - dodatkowe wokale                                                                    |
| 4  | "FuckWithMeYouKnowIGotIt" | Boi-1da • Vinylz • Timbaland • Jerome "J-Roc" Harmon  | Rick Ross         | 4:03 |                                                                                                 |
| 5  | "Oceans"                  | Pharrell Williams • Timbaland                         | Frank Ocean       | 3:58 |                                                                                                 |
| 6  | "F.U.T.W."                | Timbaland • Jerome "J-Roc" Harmon                     |                   | 4:02 |                                                                                                 |
| 7  | "Somewhereinamerica"      | Hit-Boy • Darhyl "Hey DJ" Camper • Mike Dean          |                   | 2:28 |                                                                                                 |
| 8  | "Crown"                   | Travis Scott • Mike Dean • WondaGurl                  |                   | 4:33 | - Travis Scott - dodatkowe wokale                                                               |
| 9  | "Heaven"                  | Timbaland • Jerome "J-Roc" Harmon                     |                   | 4:03 | - Justin Timberlake - dodatkowe wokale                                                          |
| 10 | "Versus"                  | Timbaland • Swizz Beatz                               |                   | 0:51 |                                                                                                 |
| 11 | "Part II (On the Run)"    | Timbaland • Jerome "J-Roc" Harmon                     | Beyoncé           | 5:33 |                                                                                                 |
| 12 | "Beach Is Better"         | Mike Will Made It • Marz                              |                   | 0:55 |                                                                                                 |
| 13 | "BBC"                     | Pharrell Williams                                     |                   | 3:12 | - Nas, Pharrell Williams, Timbaland, Justin Timberlake, Swizz Beatz, Beyoncé - dodatkowe wokale |
| 14 | "JAY Z Blue"              | Timbaland • Jerome "J-Roc" Harmon • Justin Timberlake |                   | 3:50 | - Taffy - dodatkowe wokale                                                                      |
| 15 | "La Familia"              | Timbaland • Jerome "J-Roc" Harmon                     |                   | 3:33 |                                                                                                 |
| 16 | "Nickels and Dimes"       | Kyambo "Hip Hop" Joshua • Mike Dean                   |                   | 5:03 |                                                                                                 |